# عايدة نديم
عايدة نديم، موسيقية عراقية، مواليد بغداد عام 1965، تعيش حالياً في الدنمارك. حصلت على درجة البكالوريوس في الترجمة من الجامعة المستنصرية عام 1988.

## بدايات عملها
في طفولتها، بدأت عايدة الغناء والرقص وكتابة الشعر. كان لها اهتمام بالموسيقى الكلاسيكية، في سن الثانية عشرة، بدأت دراستها في مدرسة بغداد للموسيقى والباليه. كانت الآلة الموسيقية المفضلة لها هي المزمار.
بدأ إلهامها من الملحنين كارلهاينز شتوكهاوزن و آرثر هونيغر. عام 1986، حصلت على وظيفة مع فرقة الأوركسترا السمفونية القومية العراقية.
انتقلت عايدة نديم إلى الدنمارك عام 1991، حيث أكملت دراستها في الأكاديمية الدانماركية الملكية للموسيقى. ميّزت نفسها في الدنمارك كإحدى الفنانين الأجانب البارزين الأقلّاء الذين حققوا تقدّماً كبيراً في المشهد الفني وأحدثت تأثيراً واسعاً بعد إطلاق ألبومها Arabian Underground (تحت الأرض العربية).
في المملكة المتحدة، شاركت في مهرجان غلاستونبيري، وWOMAD و مهرجان كامبريدج للفلكلور مع المتعاونين معها فرقة The Angel Brothers وآكي نواز.

## الألبومات
- Arabian Underground (1998) تحت الأرض العربية
- Arabtronica (2002)
- Out of Bagdad! (2005) خارج بغداد
- Beyond Destruction (2010) ما بعد الدمار

## روابط خارجية
- عايدة نديم على موقع IMDb (الإنجليزية)
- عايدة نديم على موقع ميوزك برينز (الإنجليزية)
- عايدة نديم على موقع ديسكوغز (الإنجليزية)
- عايدة نديم على موقع قاعدة بيانات الفيلم (الإنجليزية)